# Tiffany Alvord
Tiffany Lynn Alvord, född 11 december 1992 i La Cañada Flintridge, Kalifornien, är en amerikansk sångerska och låtskrivare. 
Alvords karriär innehåller flera liveframträdanden, främst i USA, men även i Kanada, England, Kina, Singapore, Thailand, Indonesien, Malaysia och Filippinerna, där hon både har sjungit egna låtar och cover-låtar som hon har gjort på Youtube. Hon har även varit öppningsnummer för olika turnéer, som till exempel för Boyce Avenue under deras USA-turné under februari och mars 2011, och hon var även huvudnummer tillsammans med Alex Goot under en USA-turné under augusti och september samma år.
Hennes första album, I've Got It Covered, släpptes den 23 juni 2011 i USA, och det innehåller hennes tio mest berömda coverlåtar. Den 20 december samma år släpptes hennes andra studioalbum, My Dream, av Tate Music Group, som är hennes första album med egna låtar.
Alvord har över 3 miljoner prenumeranter på sin YouTube-kanal och 500 miljoner visningar på sina videoklipp, vilket betyder att denna Youtube-kanal är bland de 50 bästa musik-kanalerna på Youtube. Hon har även många följare på sociala medier, vilket är över 2 miljoner fans på Facebook och över 350.000 följare på Twitter. I december 2012 så uppträdde Alvord på nyårsfirandet på Times Square i New York, tillsammans med Carly Rae Jepsen, Train, Psy och Taylor Swift.

## Diskografi
Album
- I've Got It Covered (2011)
- My Dream (2011)
- I've Got It Covered Vol. 2 (2012)
- My Heart Is (2012)
- I've Got It Covered Vol. 3 (2013)
- Legacy (2014)

EP
- RAWsession in Los Angeles (2010)

Singlar
- "Change" (2010)
- "All I Want For Christmas" (2012)
- "Just Give Me a Reason" (2013)
- "Come & Get It (Acoustic)" (2013, Tyler Ward, Chester See & Tiffany Alvord)
- "Beneath Your Beautiful" (2013, Tiffany Alvord & Chester See)
- "Cheerleader" (2015, James Maslow, Megan Nicole & Tiffany Alvord)